# 本杰明·F·亚历山大
本杰明·F·亚历山大是阿拉巴马州1867年制宪会议的代表，也是重建时期阿拉巴马州格林县的州代表。 他住在尤托市。